# 种子运动
种子运动（西班牙語：Movimiento Semilla）是持社会自由主义的危地马拉政党。
该党在2023年大选中作为黑马成为执政党，受到了该国建制派和司法系统的打压。种子运动的胜出被危地马拉人民寄予厚望，不过在是次大选中种子运动未能在占该国人口42%的玛雅诸族土著人民聚居的北方横断带获得广泛支持。

## 文化与民族政策

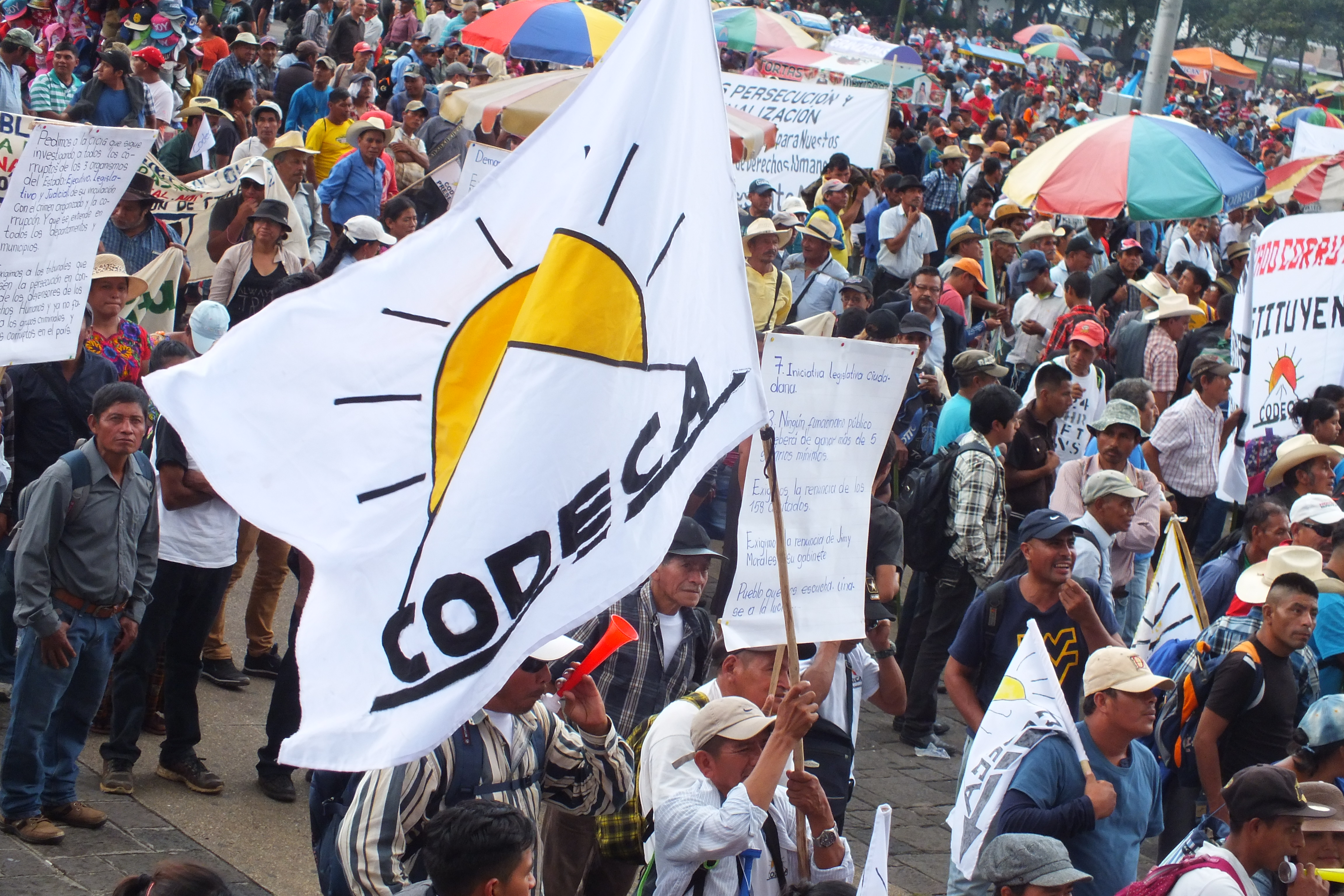
2018年抗议中的的小农发展委员会

小农发展委员会（Comité de Desarrollo Campesino，CODECA）与种子运动是2015年危地马拉抗议以来两股最主要的抗争力量，前者来自农村，而后者来自城市精英历史较短。种子运动支持多元文化主义，但不像CODECA发展来的MLP那样支持多民族主义，即种子运动停留在对有关各个特定文化的个人权利的发展，而未能支持各个民族的集体权利（土著左翼思潮）。分析人士Patricia Orantes指出种子运动自成立以来即长期受被视为“与土著小农毫无任何真正联系的书呆子”的困扰。